# Marshall Valley
Das Marshall Valley ist ein kleines Tal zwischen dem Garwood Valley und dem Miers Valley an der Scott-Küste des ostantarktischen Viktorialands. Abgesehen vom Rivard-Gletscher am oberen Talende ist es eisfrei.
Die neuseeländische Mannschaft, die bei der Commonwealth Trans-Antarctic Expedition (1955–1958) die Region um den Blue Glacier erkundete, benannte das Tal nach Eric Marshall (1879–1963), Arzt und Mitglied der Südgruppe bei der Nimrod-Expedition (1907–1909) unter der Leitung des britischen Polarforschers Ernest Shackleton.

## Weblinks

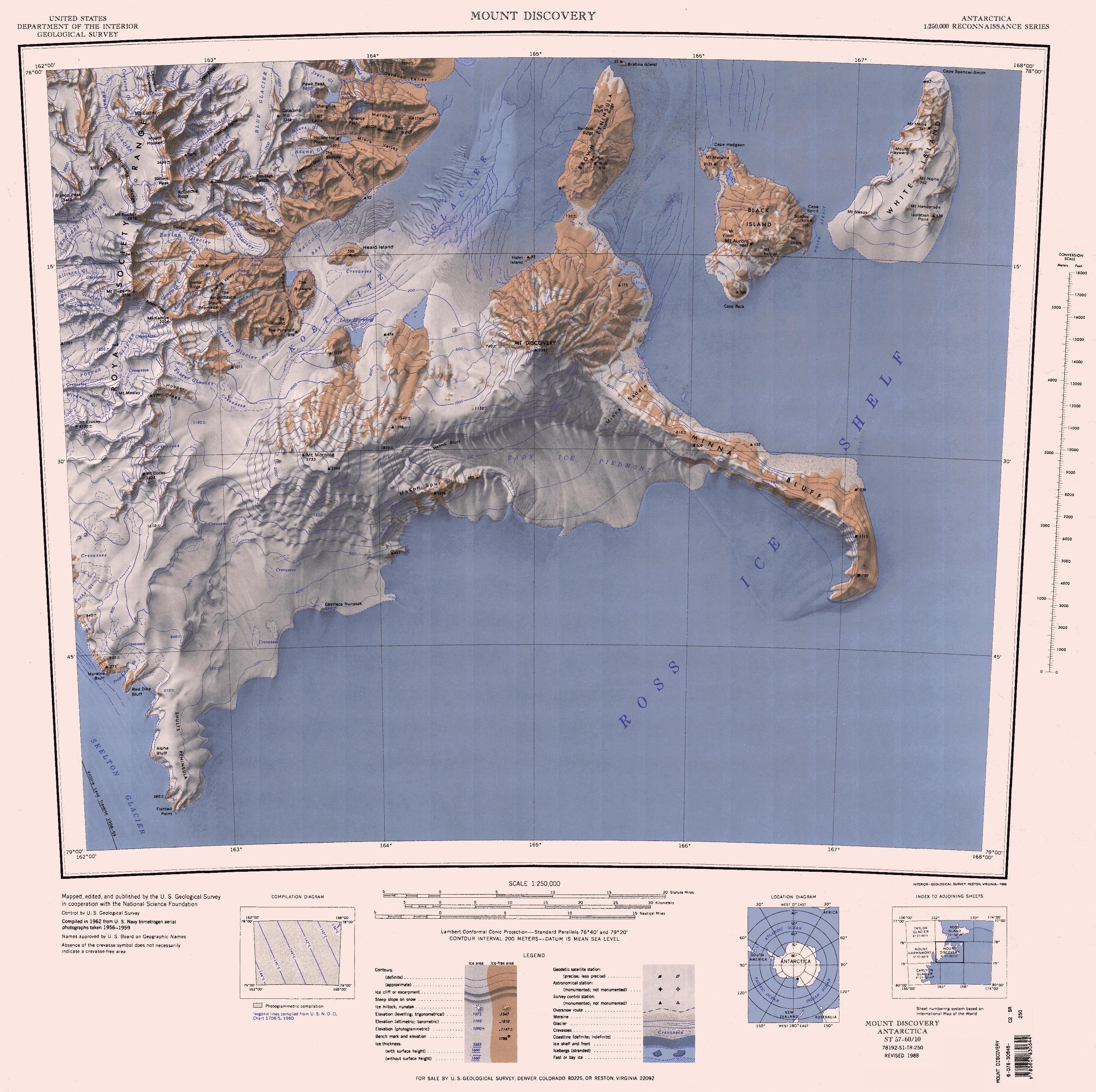
Kartenblatt Mount Discovery von 1962 (Neuauflage 1988), Marshall Valley im Norden der Karte westlich der Mitte